# Giovanni Battista Zeno
Giovanni Battista Zeno (ur. 1439, zm. 8 maja 1501) – włoski duchowny, kardynał. Pochodził z rodziny dożów Republiki Wenecji. Skończył studia prawnicze na Uniwersytecie w Padwie.

## Życiorys
Był krewnym papieża Pawła II, który w 1468 mianował go kardynałem. W 1471 wybrano go biskupem Vicenzy, ponieważ jednak jego rodzina była wówczas w opozycji do aktualnych władz Republiki Weneckiej, nie mógł objąć tej diecezji aż do 1478. Archiprezbiter bazyliki watykańskiej od 1470, komendatariusz wielu opactw benedyktyńskich we Włoszech i Francji. Legat w Umbrii i Perugii za czasów Sykstusa IV. Biskup Tusculum od 1479 roku. Po wyborze Aleksandra VI Borgii na papieża wycofał się do Padwy. W przeciwieństwie do wielu współczesnych hierarchów Kościoła był prawym i pobożnym człowiekiem, a swoje dochody z beneficjów przeznaczał na cele dobroczynne i religijne (m.in. fundował kościoły w Rzymie, Cremonie i Weronie).
Zmarł w Padwie, prawdopodobnie otruty. Senat Wenecji w 1506 ufundował na jego cześć kaplicę w bazylice św. Marka w Wenecji.